# Aponuphis willsiei
Aponuphis willsiei är en ringmaskart som beskrevs av Cantone och Bellan 1995. Aponuphis willsiei ingår i släktet Aponuphis och familjen Onuphidae. Inga underarter finns listade i Catalogue of Life.